# Волчков Василь Олексійович
Васи́ль Олексійович Волчко́в (нар. 27 квітня 1871, Людиново — сучасна Калузька область — пом. 7 серпня 1921, Запоріжжя) — український народний скульптор, майстер художнього литва.

## З життєпису
Починаючи з 1914 року, працював у Катеринославі та Олександрівську.
Його художні витвори:
- 1916 — «Слон і сім слоненят»,
- 1917 — «Наполеон»,
- 1919 — «Мефістофель».